# Echeveria purpusorum
Echeveria purpusorum är en fetbladsväxtart som beskrevs av Alwin Berger. Echeveria purpusorum ingår i släktet Echeveria och familjen fetbladsväxter. Inga underarter finns listade i Catalogue of Life.

## Bildgalleri

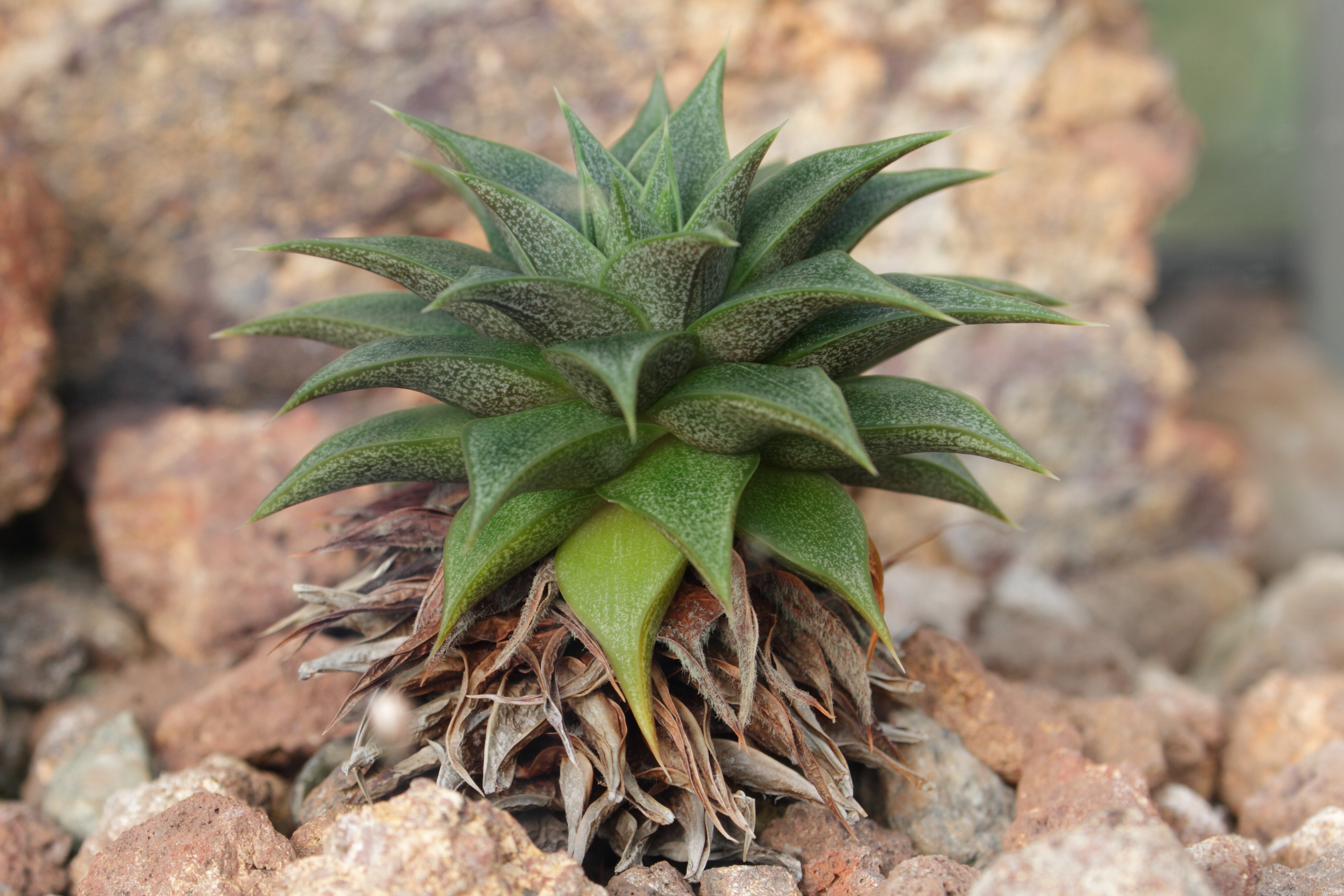
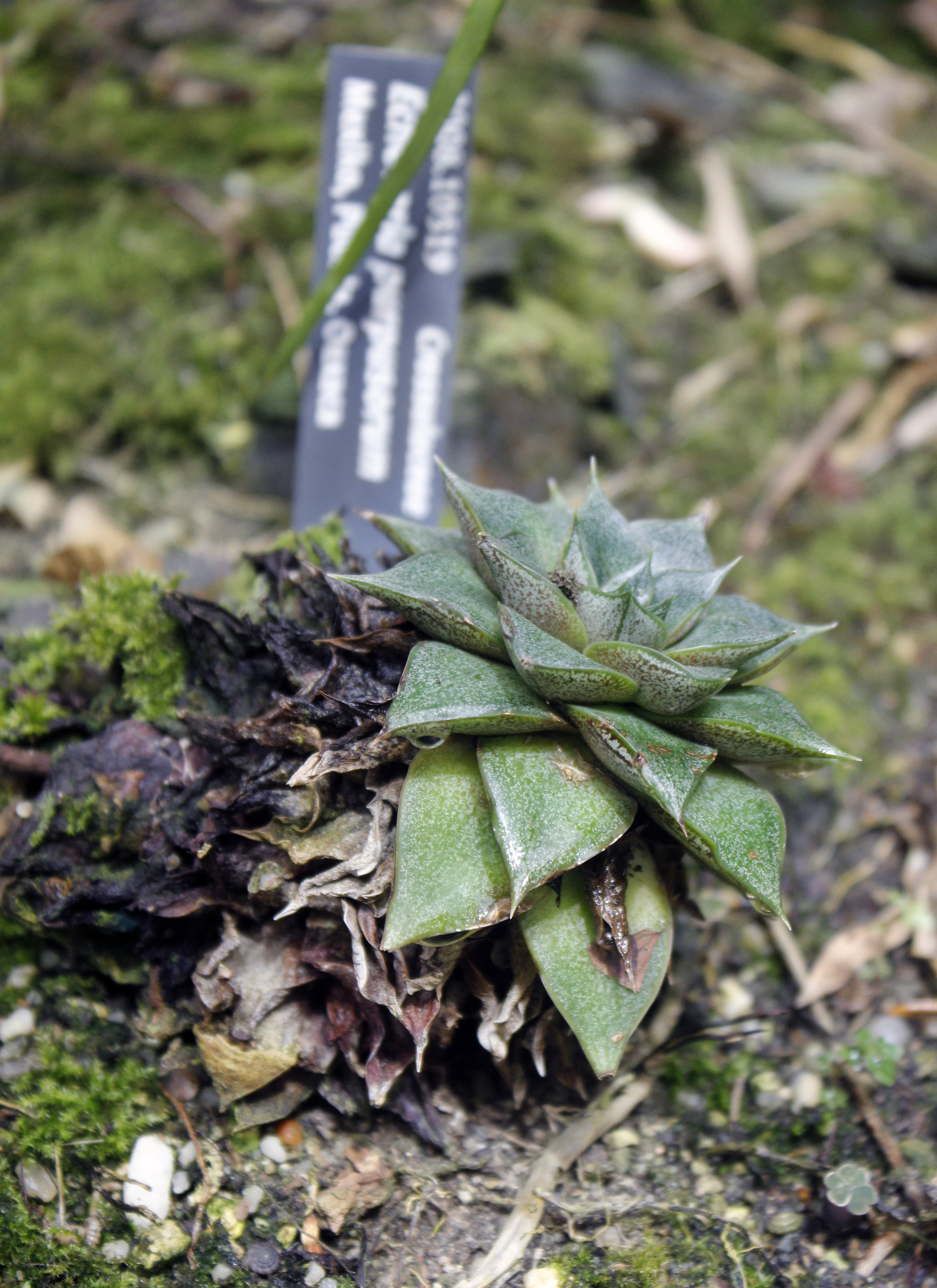